# ローレン・マーチソン
ローレン・マーチソン（Loren C. Murchison、1898年12月17日 - 1979年6月11日）は、アメリカ合衆国の陸上競技選手。1920年アントワープオリンピック、1924年パリオリンピックの金メダリストである。

## 経歴
マーチソンは、1920年アントワープオリンピックでは100m、200m、4×100mリレーの3種目に出場。100mは6位、200mでは4位と惜しくもメダルには届かなかったが、チャールズ・パドック、ジャクソン・ショルツ、モリス・カークシーとともに挑んだ4×100mリレーでは、アメリカチームの第3走者を務め、42.2秒の世界新記録で見事に金メダルを獲得した。
マーチソンは、4年後の1924年パリオリンピックにも出場。100mは前回と同じ6位に終わったものの、4×100mリレーには、ルイス・クラーク、フランク・ハッシー、アルフレッド・リコニーとともに出場し、マーチソンは第1走を務め、41.0秒の世界新記録で2大会連続の金メダルを獲得した。
そのほか、マーチソンは、アメリカのAAU（全米体育協会）選手権の100ヤード走において、1920年、1923年と2度、200ヤードでも1918年、1923年の2回チャンピオンに輝いている。また、1925年には英国のAAA選手権でも100ヤードと220ヤードの2種目を制している。